# Meteorologia

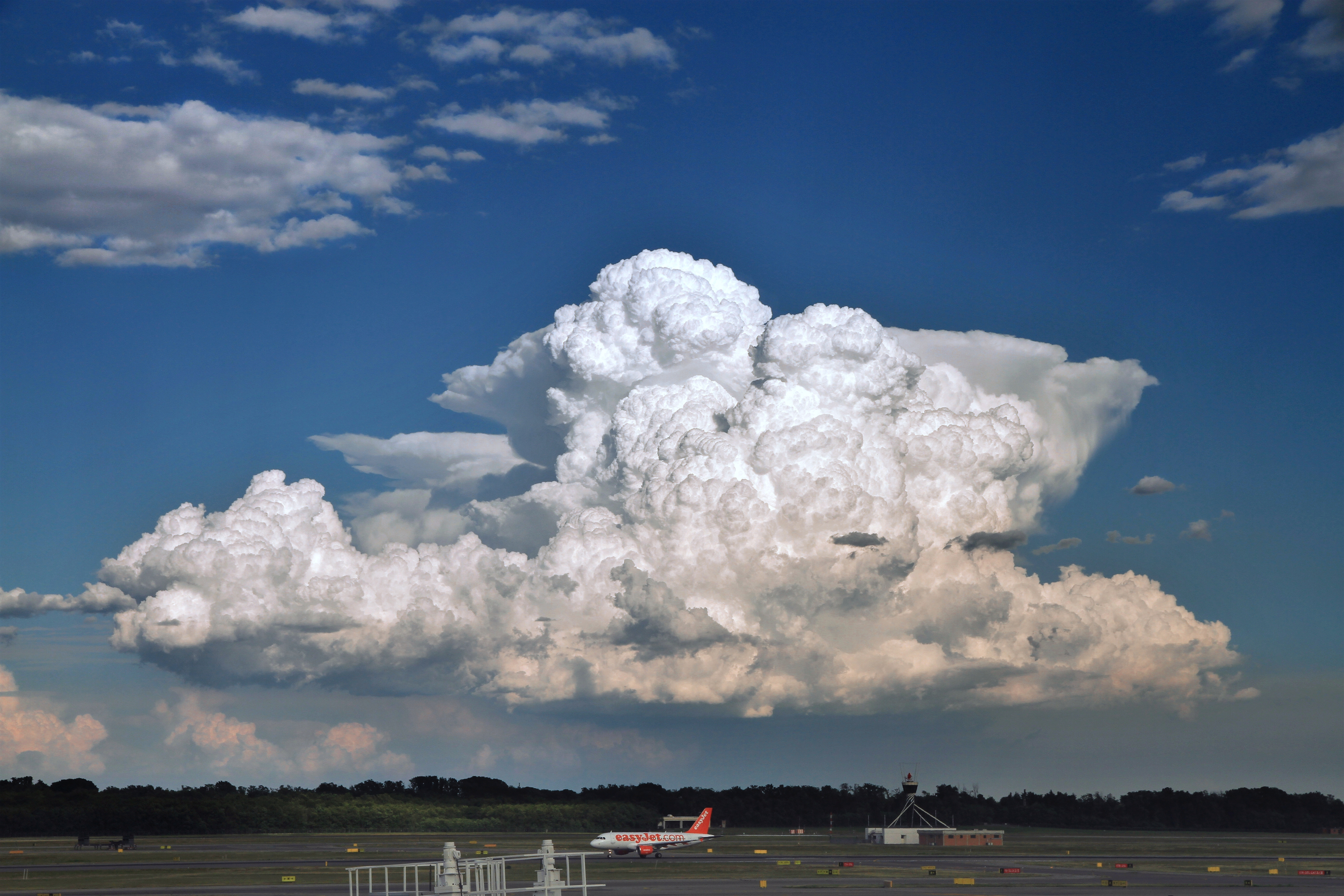
Cumulonimbus calvus, nube convettiva in atmosfera

La meteorologia (dal greco antico μετεωρολογία?, lett. "studio dei fenomeni celesti") è il ramo delle scienze dell'atmosfera e della Terra che studia i fenomeni fisici che avvengono nell'atmosfera terrestre (troposfera) e responsabili del tempo atmosferico.

## Storia

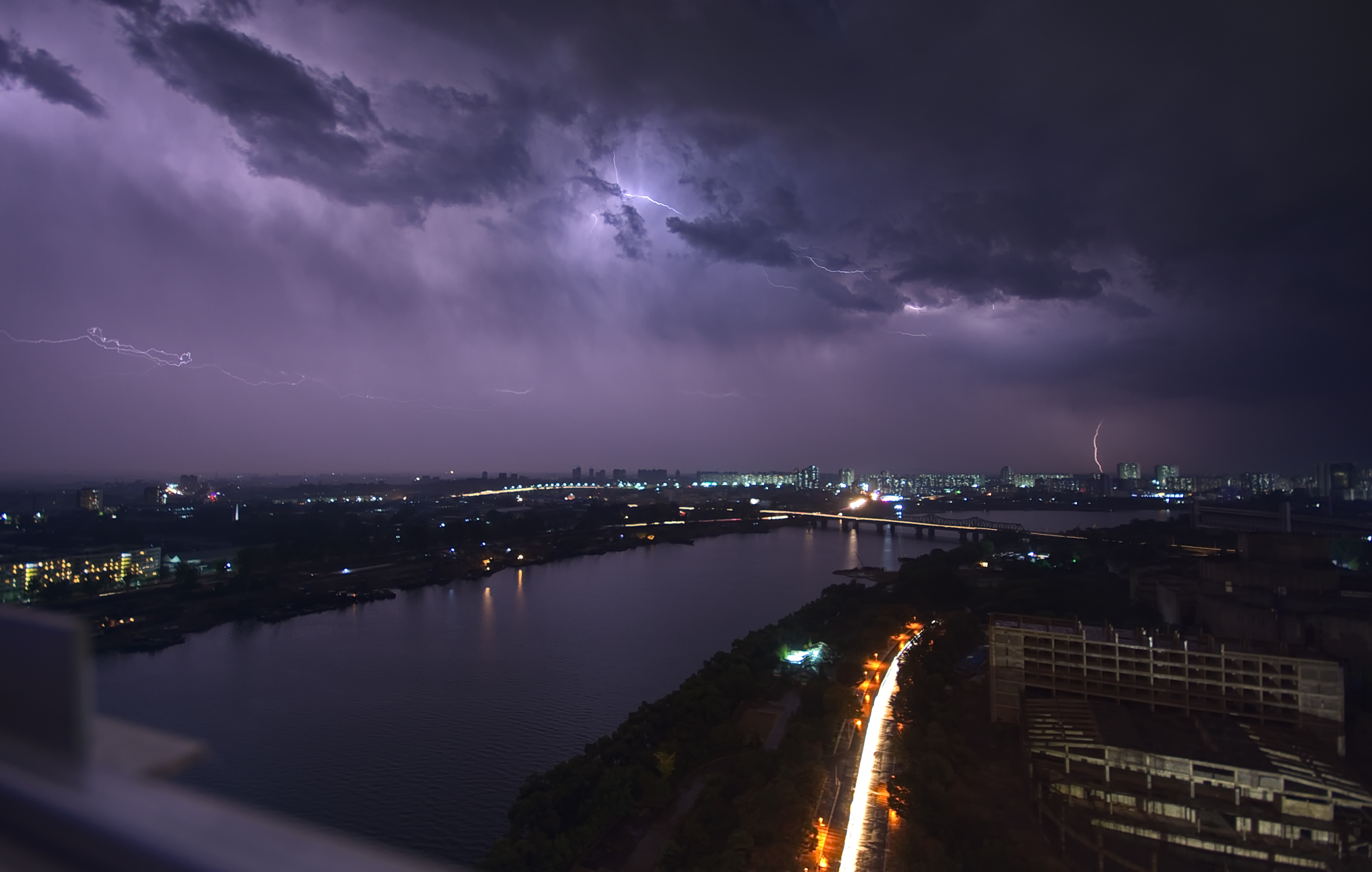
Temporale con fulmini

### Etimologia
Il termine deriva dal greco μετεωρολογία, meteōrología, da μετέωρος metéōros, "elevato" e λέγω légō, "parlo", quindi "discorso razionale intorno agli oggetti alti": la parola μετέωρος ha un'etimologia incerta, forse derivato dal termine metá in italiano ‘’oltre’’ e ourea ovvero il termine arcaico greco per ‘’montagne’’ quindi Oltre i Monti ,  o forse da μετά metá "con, dopo" e αἴρω áirō "alzo".
Dopo le prime intuizioni dei greci si è dovuto attendere fino alla seconda metà del XX secolo quando, con l'arrivo dei calcolatori elettronici, l'uomo ha avuto la possibilità di eseguire in un tempo ragionevole le tante operazioni di calcolo che caratterizzano l'elaborazione a mezzo di un modello meteorologico. Gli oggetti che cadono dal cielo più frequentemente sul nostro pianeta sono le idrometeore, vale a dire particelle costituite da acqua nella sua forma liquida (pioggia) o solida (neve, cristalli di ghiaccio, grandine o neve tonda).

## Descrizione

Circolazione generale dell'atmosfera

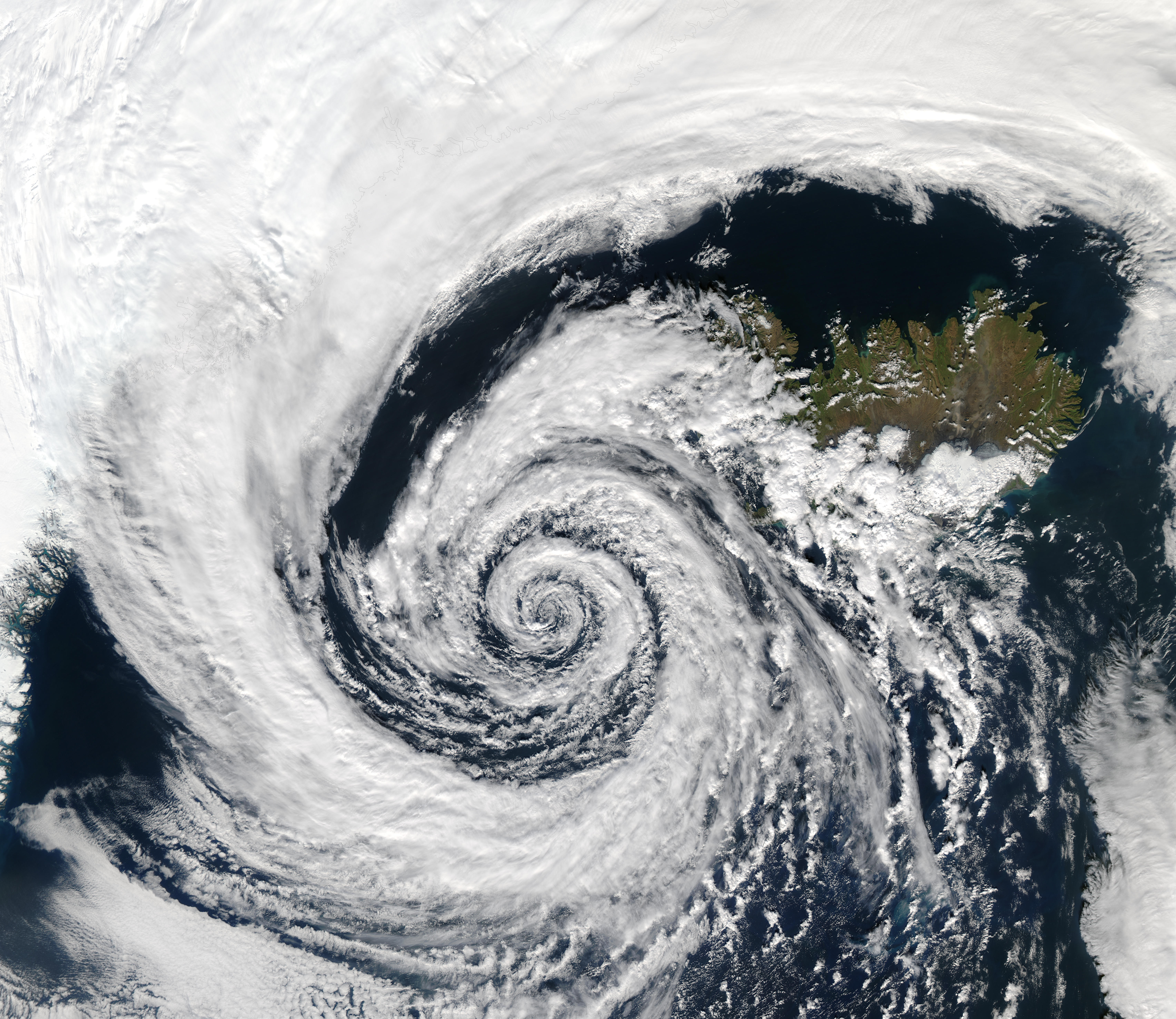
Ciclone extratropicale

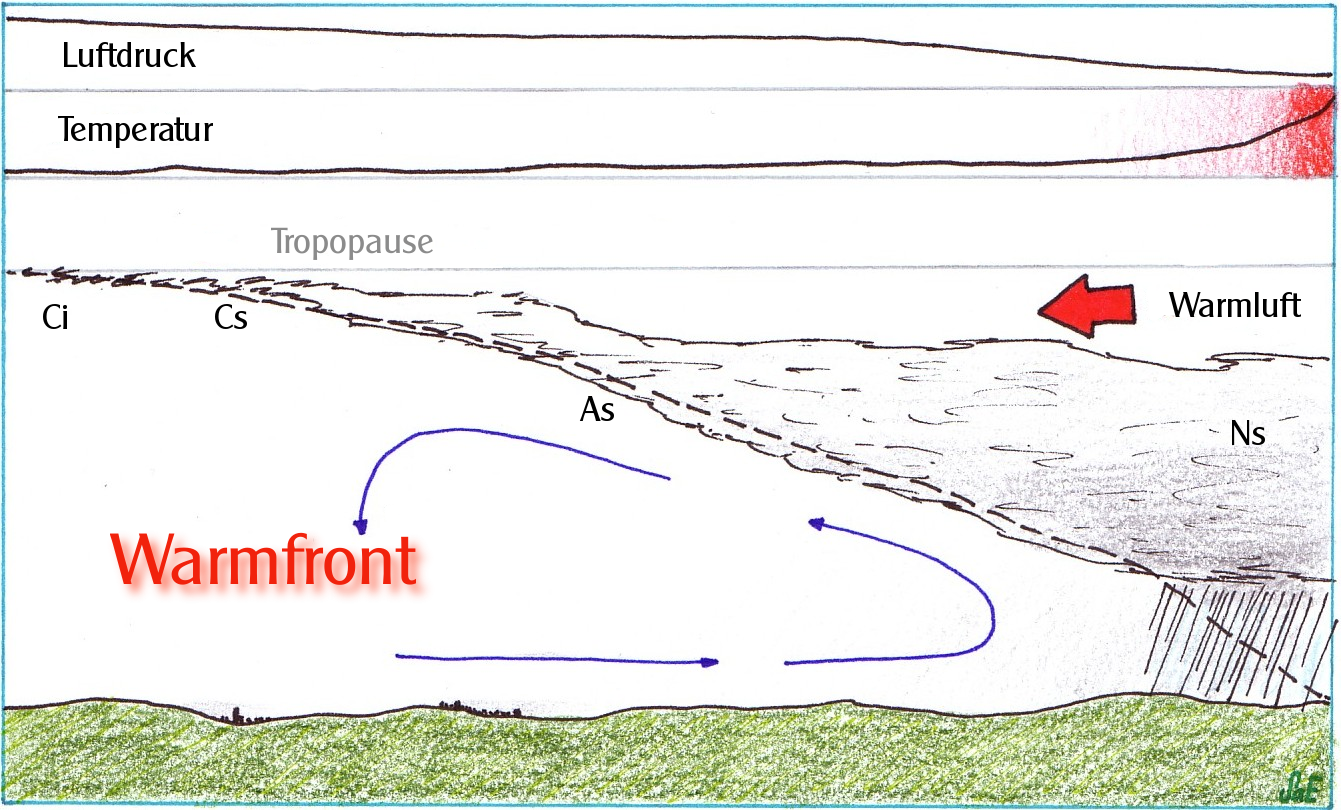
Fronte caldo

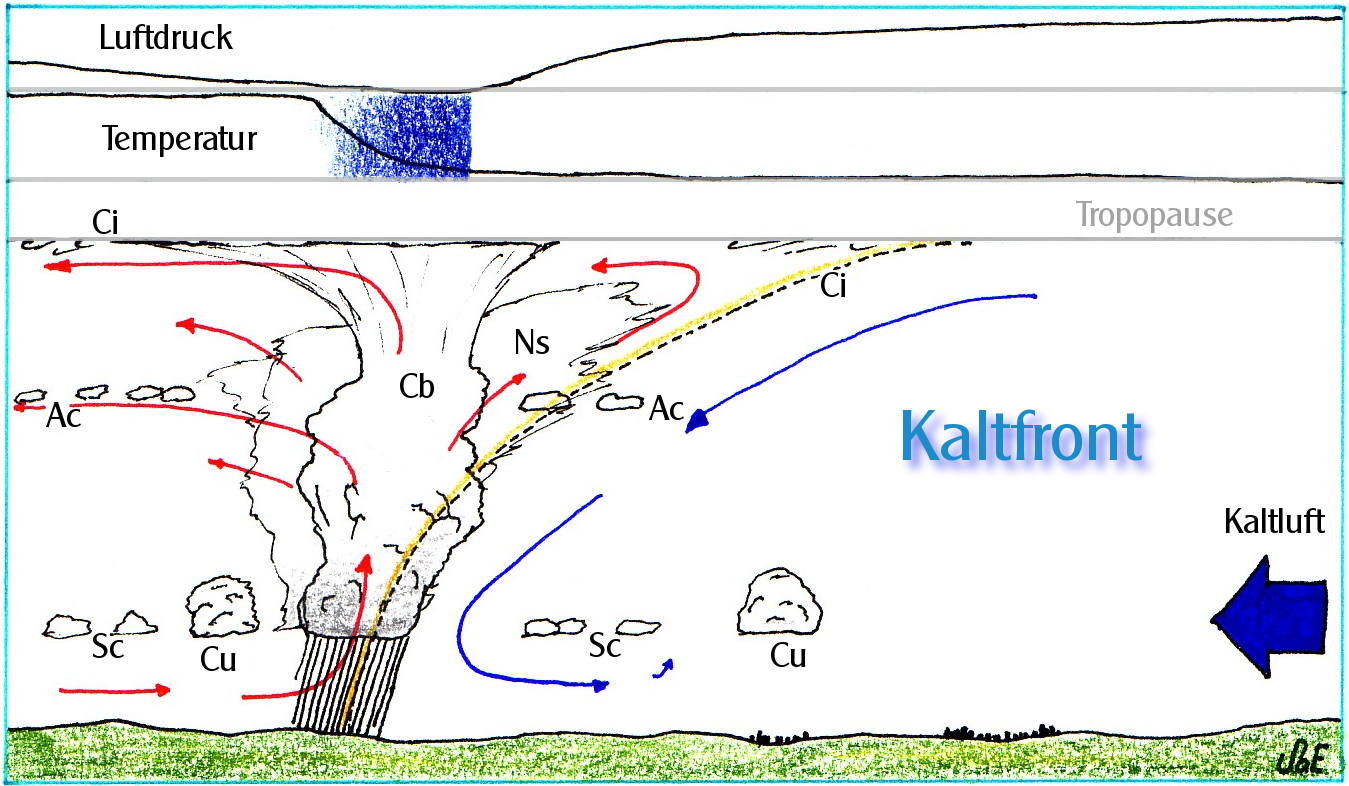
Fronte freddo

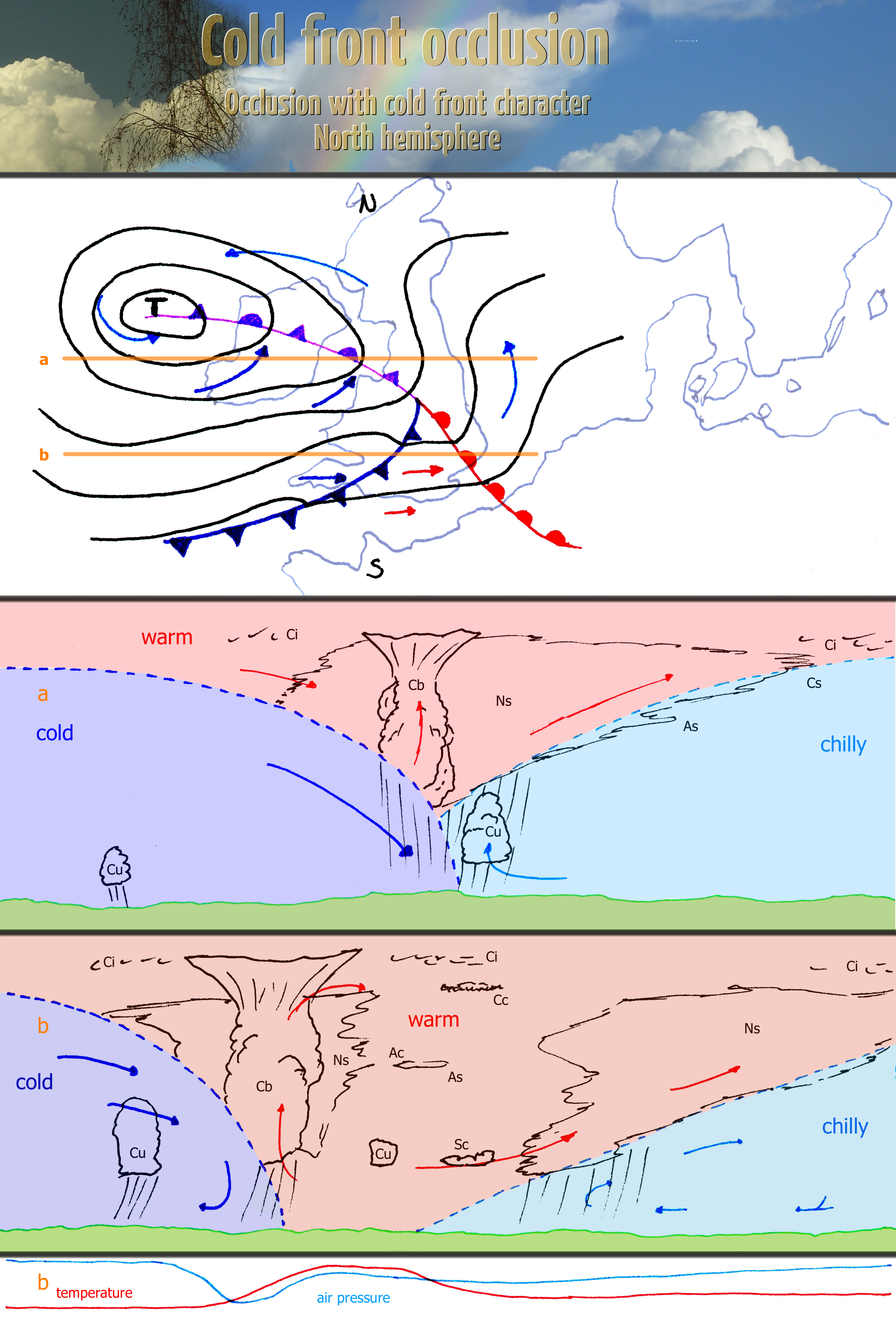
Fronte occluso

In particolare lo studio dell'atmosfera è lo studio sia sperimentale dei suoi parametri fondamentali (temperatura dell'aria, umidità atmosferica, pressione atmosferica, radiazione solare, vento), attraverso l'uso di osservazioni e misurazioni dirette e indirette a mezzo di stazioni meteorologiche, palloni, sonde, razzi e satelliti meteorologici equipaggiati della necessaria strumentazione, sia teorico, facente cioè uso dell'astrazione propria del linguaggio della fisica matematica per la quantificazione delle leggi fisiche o processi (appartenenti alla fisica dell'atmosfera) che intercorrono tra essi.
I due approcci confluiscono nel risultato finale ovvero l'ideazione, l'implementazione e l'inizializzazione di modelli matematici in grado di ottenere una previsione o prognosi a breve scadenza dei vari fenomeni atmosferici (nubi, perturbazioni, vento, precipitazioni tramite i cosiddetti modelli meteorologici) su un dato territorio (previsione del tempo).

### Tempo meteorologico e clima
Obiettivo della meteorologia è quello di misurare direttamente i parametri fisici atmosferici istantanei e cercare di fornire previsioni su determinati eventi atmosferici futuri, studiando dunque i fenomeni di breve durata che caratterizzano il tempo meteorologico; la raccolta di dati sul lungo periodo è utile invece a livello climatologico studiando l'andamento medio del tempo atmosferico di una regione in un certo lasso temporale: mentre il tempo atmosferico è definito come l'insieme delle condizioni atmosferiche su scala giornaliera di un data area locale, il clima invece è la media delle condizioni meteorologiche a livello globale su di un arco temporale di almeno 30 anni, come stabilito dall'Organizzazione Meteorologica Mondiale (OMM).
Talune analisi che si riferiscono in primis all'ambito meteorologico non possono dunque essere estese all'ambito climatologico essendo questo una media statistica sul lungo periodo, oggetto di studio di quella scienza affine che è appunto la climatologia; quindi mentre la meteorologia ha come finalità ultime la comprensione dei fenomeni atmosferici a brevissima scadenza con relativa previsione, la climatologia studia invece i processi dinamici che modificano le condizioni atmosferiche medie a lunga scadenza, come ad es. i cambiamenti climatici.

### Principali fenomeni meteorologici
L'atmosfera terrestre è un gigantesco sistema termo-fluidodinamico, accoppiato con il sistema oceanico, la biosfera e la criosfera, e mosso da una sorgente di energia termica sotto forma di radiazioni che è il Sole. La natura dinamica e intrinsecamente caotica o turbolenta dell'atmosfera si esplica attraverso la circolazione generale dell'atmosfera e una serie innumerevole di fenomeni atmosferici che quotidianamente osserviamo. Gran parte di questi fenomeni possono essere inclusi in tre grandi categorie di processi:
- i processi di redistribuzione del calore, sia in verticale attraverso il trasferimento radiativo e convettivo, sia in orizzontale (a piccola, media e larga scala) attraverso i venti e la circolazione generale dell'atmosfera.

- i processi atmosferici coinvolti nel ciclo dell'acqua, innescati a loro volta dai processi radiativi, quali evaporazione, condensazione, nubi, precipitazioni e i fenomeni perturbativi ad essi associati (a piccola, media e larga scala) quali fronti meteorologici, cicloni extratropicali, cicloni tropicali, temporali, rovesci, tornado ecc.

- i processi legati all'elettricità atmosferica, come i fulmini.

Le prime due categorie di processi sono intimamente connesse giacché evaporazione, condensazione e formazioni cicloniche contribuiscono anch'esse al trasporto dell'energia nel sistema sia in verticale che in orizzontale e allo stesso tempo da essi innescati.
I vari fenomeni meteorologici sono classificati all'interno della cosiddetta scala dei moti atmosferici a seconda delle dimensioni del territorio, del tipo di analisi richiesta e dell'intervallo temporale di interesse in cui essi insistono.

### Strumentazioni

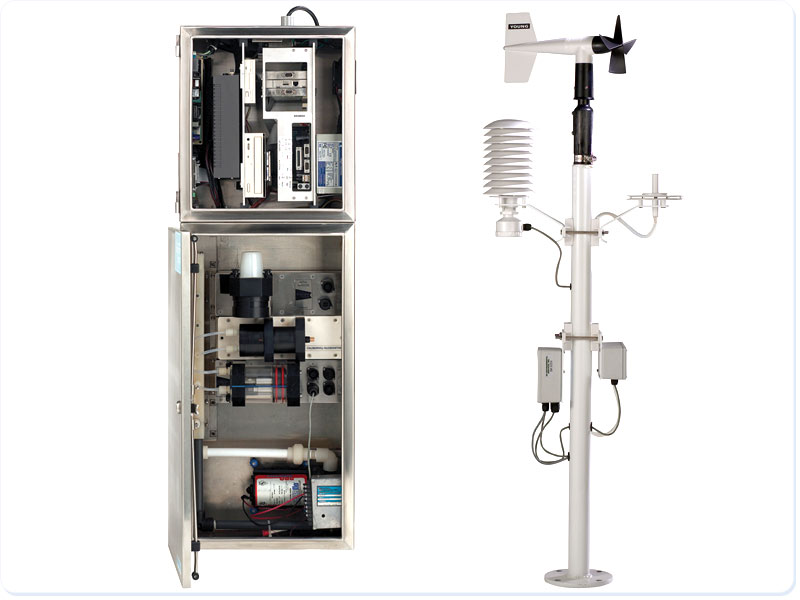
Strumentazione di una stazione meteorologica

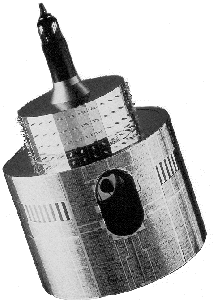
Satellite meteorologico (Meteosat)

L'uomo ha anche costruito nuovi strumenti per osservare le varie interazioni; i seguenti strumenti sono stati approvati dall'Organizzazione Meteorologica Mondiale (OMM), e molti di essi vengono utilizzati in ogni stazione meteorologica mondiale: 
- radiometri e scatterometri localizzati su satelliti meteorologici misurano l'energia elettromagnetica reirradiata dal pianeta verso lo spazio esterno, fornendo quindi un'immagine dello stato dell'atmosfera e della presenza di nuvole
- termometri (es. a minima e massima), per la misurazione della temperatura;
- igrometri, per la misurazione dell'umidità;
- psicrometri, per la misurazione dell'umidità;
- termoigrometri, per la registrazione della temperatura e dell'umidità;
- pluviometri/pluviografi, per la misurazione delle quantità di pioggia;
- nivometri, per la misurazione dell'accumulo di neve al suolo;
- anemometri, per la misurazione della forza e della direzione dei venti;
- trasmissometri, per la misurazione della visibilità;
- palloni sonda per radiosondaggi: attraversano verticalmente l'atmosfera per ottenere profili verticali di pressione, temperatura, umidità e vento (sono per ora la principale fonte di dati per i modelli meteorologici);
- boe galleggianti e navi meteorologiche, per l'osservazione delle condizioni meteorologiche in mare aperto;
- radar meteorologici. Irradiano energia elettromagnetica e ricavano informazioni sull'atmosfera analizzando le caratteristiche del segnale da essa riflesso. Sono utilizzati per individuare eventi di precipitazione, stimarne l'entità e prevederne l'evoluzione a breve termine (nowcasting), e in alcuni casi per sondare la struttura interna delle nubi. Possono essere installati a terra o su satellite;
- satelliti meteorologici, cioè satelliti che ruotano attorno alla terra per inviare al suolo immagini del movimento delle nubi e le mappe della temperatura. I satelliti si dividono in geostazionari e a orbita polare. Si possono visualizzare le immagini dei satelliti su molti siti web.

### Previsioni meteorologiche

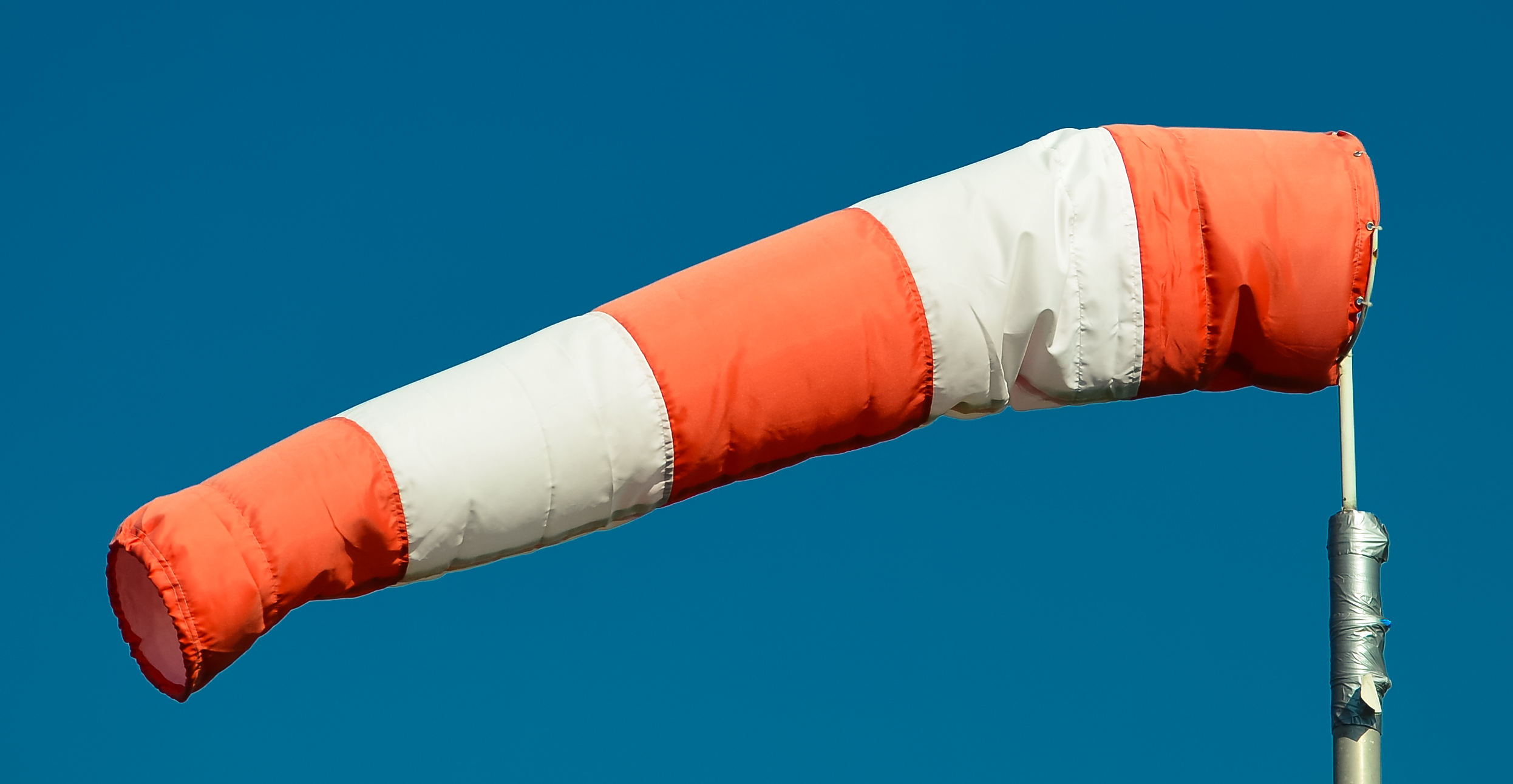
Manica a vento, uno dei simboli della Meteorologia

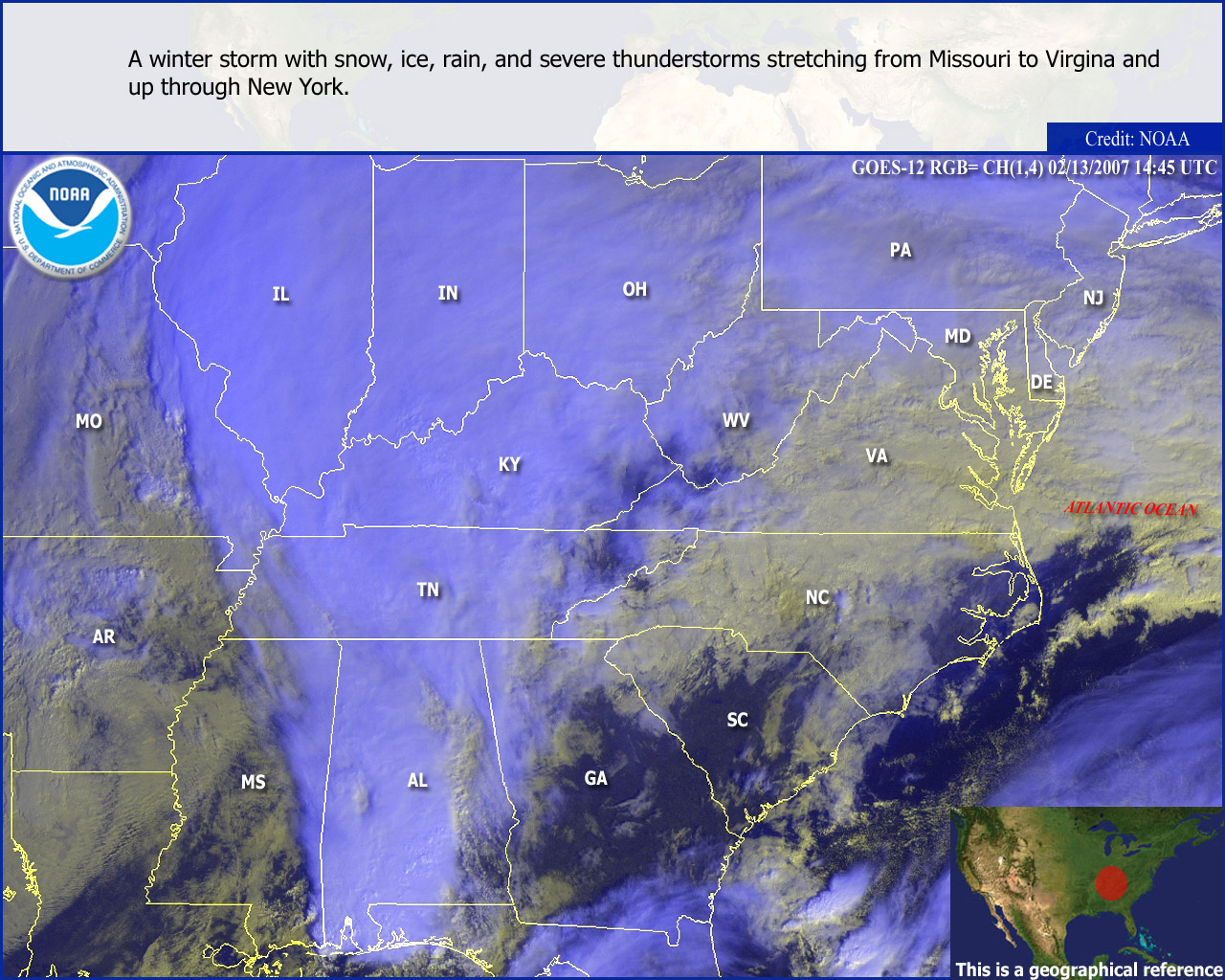
Immagine del NOAA

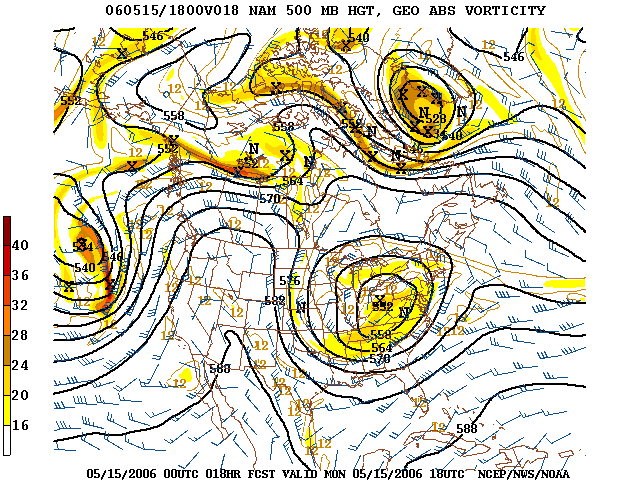
Carta meteorologica di previsione a 500 hp

Le previsioni meteorologiche si ottengono solitamente dalla seguente procedura:
1. osservazione e misurazione delle variabili atmosferiche (es. velocità e direzione del vento, temperatura dell'aria, umidità, pressione);
2. trascrizione, studio ed elaborazione dei dati rilevati su carte sinottiche o assimilando i dati attraverso modelli matematici che girano su calcolatori numerici, dove in quest'ultimo caso, viene prodotta la situazione meteorologica di un determinato momento, chiamata analisi;
3. prognosi futura a partire dalle carte sinottiche oppure facendo evolvere la condizione iniziale tramite uso dei modelli matematici meteorologici (previsione).

### Ambiti di studio
Storicamente, come è stato scritto, un «grande impulso alle osservazioni e previsioni è venuto dalle esigenze militari», considerato che, ad esempio, il «14 novembre 1854 durante la guerra di Crimea, una tempesta fece a pezzi la flotta anglofrancese» o, come troviamo nei I miserabili in riferimento alla battaglia di Waterloo, se «non avesse piovuto nella notte dal 17 al 18 giugno 1815, l'avvenire dell'Europa» sarebbe stato differente.
All'interno della disciplina vi sono vari ambiti di studio:
- la meteorologia sinottica che studia in maniera qualitativa e quantitativa l'evoluzione delle condizioni atmosferiche di vaste porzioni dell'atmosfera stessa (superiori ai 1000 km) tramite l'uso di carte meteo, nozioni empiriche, metodo delle analogie ecc.
- la meteorologia dinamica che, partendo dalle equazioni di base della fluidodinamica, cerca di spiegare formazione e sviluppo dei fenomeni osservati (detta anche meteorologia fisica o teorica).
- la meteorologia numerica, si occupa di definire e affinare i modelli numerici di previsione meteorologica
- la meteorologia satellitare, che si avvale delle analisi di telerilevamento atmosferico e dei relativi dati trasmessi a terra dai satelliti meteorologici come ad esempio i satelliti Meteosat.
- la radarmeteorologia che si avvale dei dati raccolti dai radar meteorologici dislocati sul territorio per affrontare la previsione meteo a brevissima scadenza (nowcasting).
- la meteorologia aeronautica, che si occupa principalmente dei fenomeni rilevanti per la navigazione aerea;
- la meteorologia spaziale che si occupa del cosiddetto tempo meteorologico spaziale in alta atmosfera;
- la meteorologia ambientale che studia pollini e dinamica degli inquinanti in atmosfera;
- l'agrometeorologia che studia le relazioni tra tempo atmosferico e agricoltura[7];